# Мате Василь Васильович
Мате Василь Васильович (23 лютого [6 березня] 1856, Вержболово, Царство Польське — 9 [22] квітня 1917 року, Петроград) — російський художник, рисувальник, гравер, академік і дійсний член Імператорської Академії мистецтв.
Навчався в реформатському училищі, Художній школі товариства заохочення мистецтв (1870—1875; з 1872 року — у Л. А. Серякова) і в Академії мистецтв (1875—1880) в Петербурзі (у Ф. І. Йордана). Отримавши срібну медаль за політипажну гравюру з етюду голови Іоанна Хрестителя, зробленого О. О. Івановим для картини «Явлення Христа народу», він був в 1880 році відправлений у Париж.

Навчався у Паннемакера, вивчав офортне мистецтво під керівництвом Гальяра (Claude-Ferdinand Gaillard; 1834—1887).
У 1884 році удостоєний звання класного художника другого ступеня, в 1893 — дійсного члена Академії мистецтв, в 1899 — звання академіка гравірування. В Академії займав посади зав. гравірувальним відділенням і професора — керівника майстерні.
З 1899 року Мате перейшов з ксилографії на техніку офорта (всього 278 листів, 225 з них — портрети), яка, на його думку, давала великі можливості, дозволяла домагатися йому схожості з шорсткою лінією олівця, плинністю мазка.